# 王回 (1023年)
王回（1023年—1065年），字深父，一作深甫，北宋官员、学者，祖籍福州侯官县（今福建省福州市），徙居颍州汝阴县（今安徽省阜阳市）。御史王平言之子。
宋仁宗嘉祐二年进士。补任亳州卫真主簿，称病未任，退居颍州。朝廷对他多有推荐，但王回不肯出仕。宋英宗治平二年，朝廷薦以忠武军节度推官、知南顿县，是年七月二十八 日，书下而深父死。其学宗欧阳修。曾作《告友》一文，阐述君臣、父子、夫妇、兄弟、朋友之道。生平不因小廉曲谨来邀名誉。熙宁年间，补任其子王汾为郊社斋郎。其弟王向。